# Lydella ripae
Lydella ripae är en tvåvingeart som först beskrevs av Carl Gustav Alexander Brischke 1885.  Lydella ripae ingår i släktet Lydella och familjen parasitflugor. Arten är reproducerande i Sverige. Inga underarter finns listade i Catalogue of Life.